# 대전광역시건설관리본부
대전광역시종합건설본부(大田廣域市綜合建設本部)는 대전광역시가 발주하는 대규모 건설사업, 건축물 건립, 설비공사, 도로 등 도시기반시설 안전관리를 위하여 대전광역시청 산하에 설치된 사업소이다.
본부장은 지방부이사관으로 보한다.

## 연혁
- 1991년 4월 1일: 대전직할시종합건설본부 설치
- 1993년 8월 16일: 대전직할시도로관리사업소 흡수
- 1996년 2월 21일: 대전직할시건설안전관리사업소 분리
- 1997년 1월 1일: 대전광역시종합건설본부로 변경
- 1998년 9월 5일: 대전광역시건설관리본부로 변경

## 조직
본부장
- 건설부
  - 관리과
  - 보상과
  - 건설1·2과
- 시설부
  - 시설정비과
  - 시설관리과
  - 건축과
  - 기전과